# Igor Paixão
Igor Guilherme Barbosa da Paixão (Macapá, 28 giugno 2000) è un calciatore brasiliano, attaccante dell'Olympique Marsiglia.

## Caratteristiche tecniche
Gioca come ala sinistra, ruolo in cui può esaltare le sue qualità tecniche, la sua velocità e finalizzazione.
Un giocatore brevilineo che può ricoprire anche il ruolo di seconda punta, trequartista e all'occorrenza mezzala di centrocampo.

## Carriera

### Club

#### Giovanili e crescita in Brasile
Cresciuto nel settore giovanile del Coritiba, ha esordito in prima squadra il 10 marzo 2019, disputando l'incontro del Campionato Paranaense vinto per 0-4 contro il Cianorte.

#### Feyenoord
Il 17 agosto 2022 viene acquistato dal Feyenoord, con cui firma un contratto fino al 2027. Il 15 gennaio 2023 segna il suo primo goal nella vittoria in trasferta contro il Groningen per 0-3. Il 22 gennaio seguente segna un goal nel pareggio contro l'Ajax per 1-1. Il 20 aprile 2023 segna il suo primo goal in Europa League nella sconfitta in trasferta per 4-1 contro la Roma. Conclude la sua prima stagione con 7 goal e 5 assist in 27 presenze, contribuendo alla vittoria dell'Eredivisie.
Si conferma su numeri importanti durante la stagione 2023-2024 con 9 goal e 4 assist in 31 presenze di Eredivisie. Il 21 aprile 2024 segna il goal vittoria contro il Nijmegen, decidendo la finale di coppa olandese.

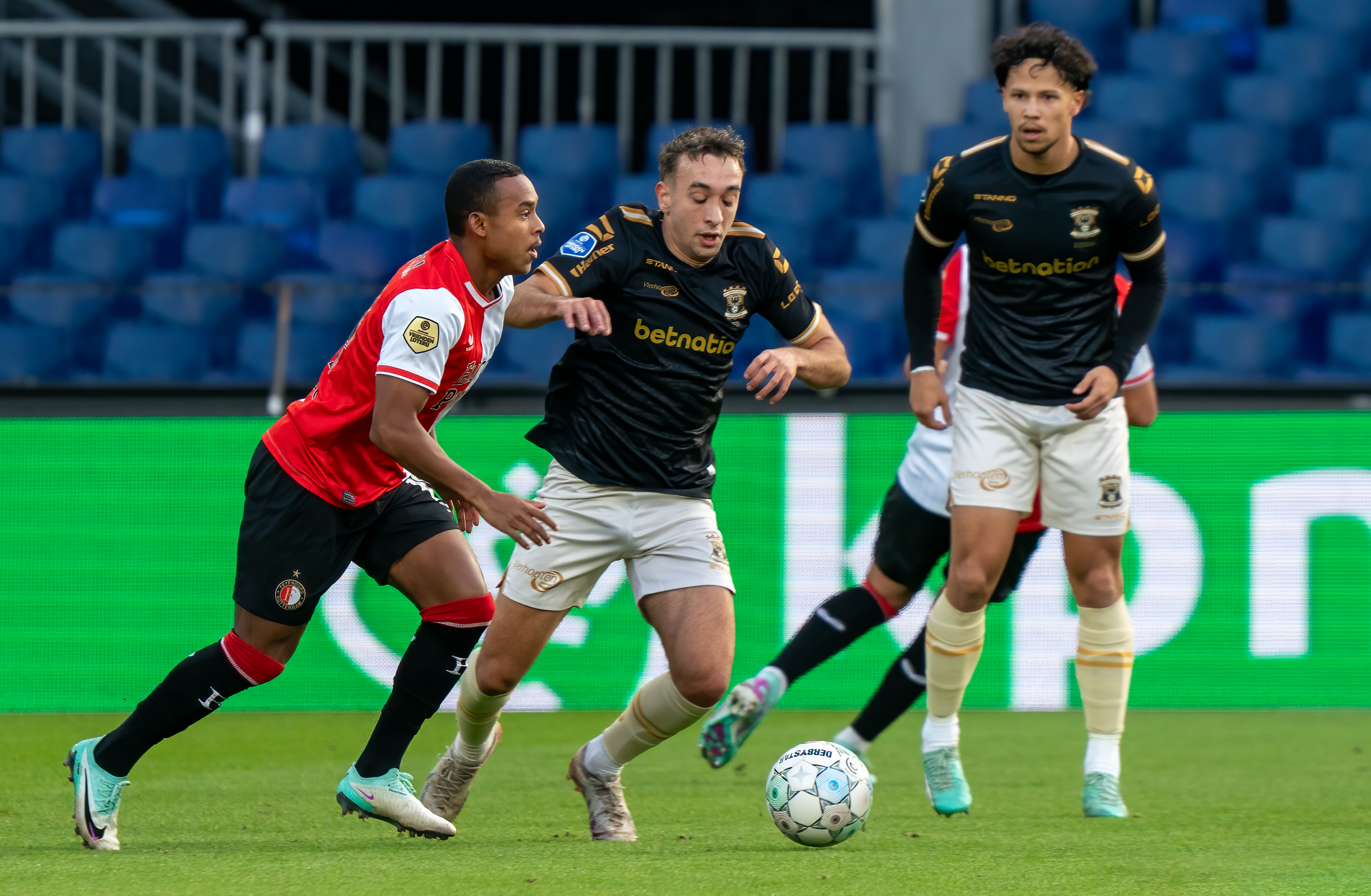
Igor Paixao in azione con la maglia del Feyenoord

L'11 dicembre 2024 segna il suo primo goal in Champions League nella vittoria contro lo Sparta Praga per 4-2. Il 12 febbraio 2025 segna il goal vittoria in Champions League contro il Milan dopo soli 3 minuti di gioco. Il 16 marzo successivo segna una tripletta in trasferta contro il Twente, nella vittoria a suon di goal per il 2-6 finale, raggiungendo i 9 goal in Eredivisie. Il 30 marzo decide con un goal la vittoria per 3-2 contro il Go Ahead Eagles, raggiungendo la doppia cifra in campionato. Conferma il suo ottimo stato di forma con due doppiette nelle vittorie contro Groningen  e Pec Zwolle.

#### Olympique Marsiglia
Il 31 luglio 2025 viene acquistato a titolo definitivo dall'Olympique Marsiglia, in Ligue 1, per 35 milioni di euro, divenendo l'acquisto più oneroso della storia del club.

## Statistiche

### Presenze e reti nei club
Statistiche aggiornate al 1° agosto 2025.
| Stagione         | Squadra             | Campionato       | Campionato | Campionato | Coppe nazionali | Coppe nazionali | Coppe nazionali | Coppe continentali | Coppe continentali | Coppe continentali | Altre coppe | Altre coppe | Altre coppe | Totale | Totale |
| Stagione         | Squadra             | Comp             | Pres       | Reti       | Comp            | Pres            | Reti            | Comp               | Pres               | Reti               | Comp        | Pres        | Reti        | Pres   | Reti   |
| ---------------- | ------------------- | ---------------- | ---------- | ---------- | --------------- | --------------- | --------------- | ------------------ | ------------------ | ------------------ | ----------- | ----------- | ----------- | ------ | ------ |
| 2019             | Coritiba            | A1/PR+B          | 5+6        | 0          | CB              | 0               | 0               |                    | -                  | -                  |             | -           | -           | 11     | 0      |
| 2020             | Londrina            | A1/PR+C          | 10+20      | 1+3        | CB              | 1               | 0               |                    | -                  | -                  |             | -           | -           | 31     | 4      |
| 2021             | Coritiba            | A1/PR+B          | 10+34      | 3+7        | CB              | 3               | 0               |                    | -                  | -                  |             | -           | -           | 47     | 10     |
| gen.-ago. 2022   | Coritiba            | A1/PR+A          | 16+18      | 7+4        | CB              | 3               | 0               |                    | -                  | -                  |             | -           | -           | 37     | 11     |
| Totale Coritiba  | Totale Coritiba     | Totale Coritiba  | 89         | 21         |                 | 6               | 0               |                    | -                  | -                  |             | -           | -           | 95     | 21     |
| 2022-2023        | Feyenoord           | ED               | 28         | 7          | CO              | 3               | 1               | UEL                | 6                  | 1                  |             | -           | -           | 37     | 9      |
| 2023-2024        | Feyenoord           | ED               | 31         | 9          | CO              | 5               | 2               | UCL+UEL            | 6+2                | 0+1                | SO          | 1           | 0           | 45     | 12     |
| 2024-2025        | Feyenoord           | ED               | 34         | 16         | CO              | 1               | 0               | UCL                | 11                 | 2                  | SO          | 1           | 0           | 47     | 18     |
| Totale Feyenoord | Totale Feyenoord    | Totale Feyenoord | 93         | 32         |                 | 9               | 3               |                    | 25                 | 4                  |             | 2           | 0           | 129    | 39     |
| 2025-2026        | Olympique Marsiglia | L1               | -          | -          | CF              | -               | -               | UCL                | -                  | -                  | -           | -           | -           | -      | -      |
| Totale carriera  | Totale carriera     | Totale carriera  | 212        | 57         |                 | 16              | 3               |                    | 25                 | 4                  |             | 2           | 0           | 255    | 64     |

### Cronologia presenze e reti in nazionale
| Cronologia completa delle presenze e delle reti in nazionale ― Brasile under 23 | Cronologia completa delle presenze e delle reti in nazionale ― Brasile under 23 | Cronologia completa delle presenze e delle reti in nazionale ― Brasile under 23 | Cronologia completa delle presenze e delle reti in nazionale ― Brasile under 23 | Cronologia completa delle presenze e delle reti in nazionale ― Brasile under 23 | Cronologia completa delle presenze e delle reti in nazionale ― Brasile under 23 | Cronologia completa delle presenze e delle reti in nazionale ― Brasile under 23 | Cronologia completa delle presenze e delle reti in nazionale ― Brasile under 23 |
| Data                                                                            | Città                                                                           | In casa                                                                         | Risultato                                                                       | Ospiti                                                                          | Competizione                                                                    | Reti                                                                            | Note                                                                            |
| ------------------------------------------------------------------------------- | ------------------------------------------------------------------------------- | ------------------------------------------------------------------------------- | ------------------------------------------------------------------------------- | ------------------------------------------------------------------------------- | ------------------------------------------------------------------------------- | ------------------------------------------------------------------------------- | ------------------------------------------------------------------------------- |
| 7-9-2023                                                                        | Fès                                                                             | Marocco under 23                                                                | 1 – 0                                                                           | Brasile under 23                                                                | Amichevole                                                                      | -                                                                               | 90+5’                                                                           |
| Totale                                                                          |                                                                                 | Presenze                                                                        | 1                                                                               |                                                                                 | Reti                                                                            | 0                                                                               |                                                                                 |

## Palmarès

### Club

#### Competizioni statali
- Campionato Paranaense: 1

Coritiba: 2022

#### Competizioni nazionali
- Campionato olandese: 1

Feyenoord: 2022-2023
- Coppa dei Paesi Bassi: 1

Feyenoord: 2023-2024
- Supercoppa dei Paesi Bassi: 1

Feyenoord: 2024